# 波蘭甜甜圈

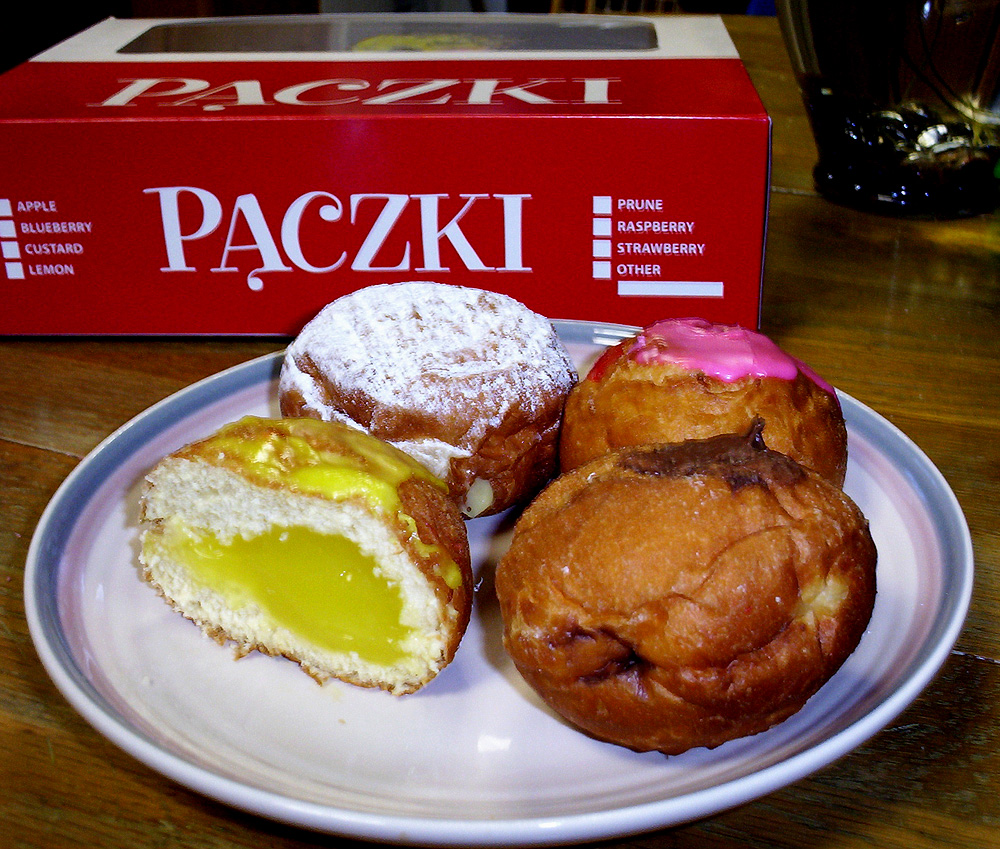
波蘭甜甜圈

波蘭甜甜圈（波蘭語：Pączki）為波蘭的傳統油炸麵食，與甜甜圈相似；是一種扁平的球形麵團，裡面裝滿果醬或其他甜餡，並且油炸。
在肥胖星期四（天主教聖灰星期三（Ash Wednesday）與大齋節（Lent）前的最後一個星期四），波蘭人會大吃波蘭甜甜圈慶祝。根據統計，每名波蘭人會在肥胖星期四吃下2.5個波蘭甜甜圈，全國消耗量更高達1億個。